# دبیر ارشد کابینه ژاپن
دبیر ارشد کابینه ژاپن (به ژاپنی: 内閣官房長官, Naikaku-kanbō-chōkan) یا منشی ارشد کابینه، عضو کابینه (هیئت دولت ژاپن) و رهبر و مدیر عامل اجرایی دبیرخانه هیئت دولت (ژاپن) است. دبیر کل کابینه سیاست‌های وزارتخانه‌ها و سازمان‌های قوه مجریه را هماهنگ می‌کند، و همچنین به عنوان دبیر مطبوعاتی دولت فعالیت می‌کند.